# LGBT práva v Irsku

Duhová mapa Irska

Dnešní Irsko je považováno v otázce práv leseb, gayů, bisexuálů a transsexuálů (LGBT) za hodně liberální. I tak ale sexuální menšina zde čelí určitým právním komplikacím. Mužská i ženská stejnopohlavní sexuální aktivita je v tady legální. Co se týče postoje Irska k LGBT právům, tak ten hodně vzrůstá v posledních dvou desetiletích. Homosexuální styk není trestný od r. 1993 a diskriminace proti LGBT lidem je nezákonná. Irsko rovněž trestá i nabádání k nenávisti vůči jiným sexuální orientacím.
Podle průzkumu z r. 2013 73 % Irů souhlasí s tím, aby stejnopohlavním manželství byla garantována Ústavou. Minulý výzkum z r. 2008 ukázal, že 84 % Irů souhlasí s občanským sňatkem nebo registrovaným partnerstvím pro homosexuální páry a 58 % by bylo ochotno jim dát plná manželská práva. Počet těch, co by souhlasili s registrovaným partnerstvím klesů z 33 % na 26 %. Březnová anketa z r. 2011 zveřejněná v The Sunday Times ukázala, že podpora práva na občanský sňatek je 73 %.
V červenci 2010 Dolní komora a Horní komora Parlamentu schválila návrh zákona o registrovaným partnerství osob stejného pohlaví. Zákon prošel hladce celým legislativním procesem bez nutnosti přehlasování veta. V Horní komoře (Senátu) sklidil podporu 48 hlasů ke 4 negativním. Návrh měl podporu napříč celým politickým spektrem, ale někteří politici bez stranické příslušnosti jej odmítali. Zákon o registrovaném partnerství se stal platným a nabyl účinnosti počátkem r. 2011, čímž gay a lesbické páry získaly možnost registrovat svůj svazek před soudní mocí. Návrh měl podporu i u prezidentky Mary McAleese, která jej podepsala 19. července 2010 a i u ministra spravedlnosti, který k němu vyjádřil pozitivní stanovisko 23. prosince 2010. Zákon se stal oficiálně účinným 1. ledna 2011. Protože doba čekání na civilní obřad v Irsku je 3měsíční, tak první svatby se konaly až v dubnu. Zákon umožňuje i systém osvobozeních od daní a jiných dańových výhod a prvním oficiálně registrovaným párem se stal svazek dvou mužů 7. února 2011. První veřejná homosexuální svatba se konala v Dublinu 5. dubna 2011. 6. dubna 2015 prošel nový Zákon o rodině a dětech (2015) a znovelizoval také další zákony jako například Adopční zákon 2010, čímž umožnil společnou adopci dětí stejnopohlavními páry a adopci dítěte druhého z partnerů. Nový zákon nabude účinnosti v blízké budoucnosti.

## Dekriminalizace
Stejnopohlavní sexuální aktivita zde byla dekriminalizována r. 1993. To se stalo zejména díky intervenci senátora Seanada Éireanna a politika Davida Norrise a kampani za reformu zákonů o homosexualitě, které měly za následek rozhodnutí, že irské zákony zakazující mužskou homosexuální aktivitu porušují Úmluvu o ochraně lidských práv a základních svobod. Kampaň za legalizaci homosexuality tu byla spuštěná už v 70. letech pod záštitou senátora Norrise a budoucích prezidentek Irska Mary McAleese a Mary Robinson. Před r. 1993 zde platily zákony přijaté v 19. století prohlašující homosexualitu za trestnou. Jednalo se o dva zákony pocházející z doby, kdy Irsko bylo součást Spojeného království, kde se od nich upustilo r. 1967 v Anglii a Walesu, 1980 ve Skotsku a 1982 v Severním Irsku.
V r. 1983 podal David Norris žalobu k Nejvyššímu soudu Irské republiky pro neústavnost těchto zákonů, ale neúspěšně. Soudci hlasovali v jeho neprospěch v poměru hlasů 3:2 s odvoláním se na Křesťanství a demokratický duch Irska a s tím související ochranu veřejného zdraví a instituce manželství.
Roku 1988 Norris podal žalobu k Evropskému soudu pro lidská práva pro rozpor irského práva s Evropskou úmluvou o lidských právech. Soud v případu Norris vs. Irsko rozhodl, že kriminalizace mužské homosexuality v Irsku odporuje Článku 8 Úmluvy, která garantuje právo na soukromí v osobních záležitostech. Irští zákonodárci dekriminalizovali mužskou homosexualitu až o 5 let později, když ministryně spravedlnosti Máire Geoghegan-Quinn v letech 1992–94 za vlády koalice Fianna Fáil s Labouristickou stranou, kteří dekriminalizaci mužské homosexuality se sjednoceným věkem způsobilosti k pohlavnímu styku a dalších novel zákonů v sexuální oblasti zahrnuly do svého programu. Žádná ze stran zastoupených v parlamentu nic nenamítala. Shodou okolností dekriminalizace mužské homosexuality prošla ještě před nástupem Mary Robinson, otevřené bojovnice za práva homosexuálů a právní zástupkyně Norrise u Evropského soudu pro lidská práva, do funkce prezidentky.

## Stejnopohlavní soužití

### Manželství

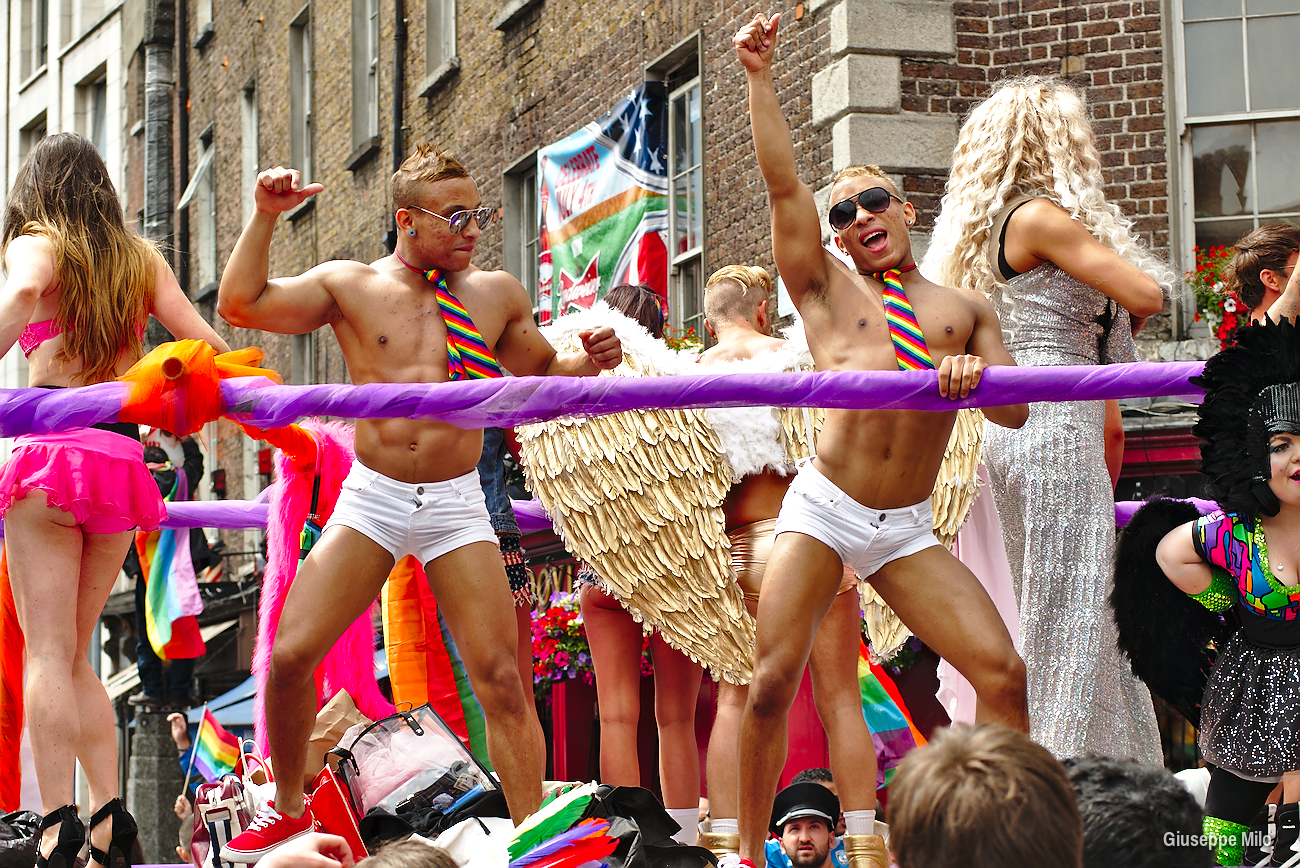
Dublin Pride 2013

Stejnopohlavní manželství je v Irsku legální po jeho odsouhlasení v Irském ústavním referendu z května 2015, jehož výsledkem byla změna Ústavy Irské republiky, která definuje manželství jako svazek dvou dospělých osob. Poté co tuto Čtyřiatřicátou novelu Ústavy Irské republiky odsouhlasil lid, podepsal jí 29. srpna 2015 také prezident. Poté co zákon o manželství z r. 2015 prošel Oireachtasem 22. října 2015 a podepsala jej prezientská komise 29. října 2015, nabyl účinnosti.
Páry stejného pohlaví smějí v Irsku uzavírat právoplatné sňatky počínaje od 16. listopadu 2015. První svatební obřad se odehrál ihned následující den 17. listopadu 2015.

#### Pozadí legalizace stejnopohlavního manželství
Irské soudnictví se poprvé zabývalo stejnopohlavním manželstvím v kauze Foy vs. An t-Ard Chláraitheoir & Ors. Zde se Dr. Foy, MtF transžena, dožadovala toho, aby byla uznána jako biologická žena trpící kongentiální vadou s tím, že existující úřední status poškozuje její ústavou garantované právo provdat se. Na svojí obhajobu se odvolávala na judikaturu Evropského soudu pro lidská práva. Souce McKechnie J. poznamenal, že je v Irsku pro vstup do manželství rozhodující pohlaví snoubenců, a že stejný postoj zaujímá článek 12 Evropské konvence lidských práv. Proto také došel k závěru, že neexistuje žádný reálný podklad, na základě nějž by se žalující mohla dožadovat práva na vstup do manželství s osobou oficiálně stejného pohlaví, a který by dokazoval, že by bylo porušeno její ústavní právo vdát se. Souce také poznamenal, že právo na sňatek není absolutní a může být posuzováno také i z hlediska několika jiných práv, včetně sociálních práv společnosti. Z těchto důvodů je stát také oprávněn si i nadále udržovat svůj postoj a odrážet jej ve svém právu.
Nejvyšší soud vrátil kauzu Foy soudu nižší instance v r. 2005 ke zvážení s ohledem na Goodwinovo rozhodnutí z Evropského soudu pro lidská práva. Foy se také odvolala na nová řízení a ustanovení Evropské konvence lidských práv, která ji více nadřazují nad právní řád Irské republiky. Obě kauzy byly konsolidovány a uskutečněny v dubnu 2007. Foy zdůrazňovala, že Goodwinovo rozhodnutí, kde Evropský soud pro lidská práva posuzoval porušování práv transženy Velkou Británií, se týkalo i práva na sňatek. McKechnie J. byl za svůj rozsudek silně zkritizován vládou. On se však hájil tím, že je Zákon o evidenci obyvatel navzdory Goodwinově rozhodnutí nedostačující, a že by se mělo podrobit veřejné diskusi, zda stát svojí legislativou záměrně nebrzdí přijímání podobných opatření s ohledem na další nadcházející obtíže. Rovněž zdůrazňoval, že je Irsko v porovnání s ostatními členskými státy Rady Evropy v těchto otázkách velmi rezervované. Soudce svůj případ uzavřel tím, že důvodem absence ustanovení, která by garantovala Dr. Foy právo na identitu a na oficiální uznání v rámci jurisdikce je, že stát porušuje nařízení plynoucí z článku 8 Evropské konvence lidských práv. Dále poznamenal, že deklarace irského práva je nekompatiblní s judikaturou Evropského soudu, a že on osobně by přiznal Dr. Foy právo na sňatek, pokud by se to z hlediska zákonů připouštělo.
Fine Gael za Labouristickou stranu,, Fianna Fáil, Sinn Féin za Socialistickou stranu, a Strana zelených jsou hlavními podporovateli stejnopohlavního manželství.
Současná vláda Endy Kennyho odsouhlasila založení Ústavní konvence, jejímž polem zájmů by byla jak změna stávající Ústavy, tak i potenciální legalizace stejnopohlavního manželství.
2. července 2013 doručila Ústavní konvence oficiální zprávu do Oireachtas se žádostí o odpověď do čtyř měsíců.

#### Referendum o rovných manželstvích
5. listopadu 2013 vláda oznámila, že se bude konat referendum ohledně legalizace genderově-neutrálního manželství v první polovině roku 2015. 19. února 2015 premiér Enda Kenny slíbil konání referenda v pátek 22. května 2015. Referendum nakonec prošlo, což má za následek přijetí nového ústavního zákona, který zní takto: "Manželství je trvalý svazek dvou osob založený právním způsobem a za jejich vzájemného souhlasu. Pohlaví jedinců nehraje žádnou roli a nesmí být překážkou pro vstup do manželství."

#### Registrované partnerství
Návrh zákona o registrovaném partnerství 2009 byl zpracován ve vládnímu kabinetu 24. června 2009 a publikován 26. června 2009. Ačkoli většina LGBT právních skupin legislativu vítala, tak navrhovatelé sklidili i kritiku. Hlavní kritik zákona argumentoval na to, že legislativa je sama o sobě diskriminační, pokud budou existovat dvě různé instituce soužití pro heterosexuální a homosexuální dvojice s různými právy a povinnostmi z nich plynoucích. Především odepření adopčních práv registrovaným partnerům bylo považováno za obzvlášť diskriminační
Nový zákon se prezentoval jako vyvrcholení mravenčí práce politických stran a vládnoucí koalice. S nástupem vlády Strany zelených, Fianna Fáil a Progresivních demokratů v červnu 2007 se téma registrovaného partnerství stalo jejich agendou. 16. července 2007 Taciseach Bertie Ahern řekla, že se její vláda zasadí o to, aby se registrované partnerství legalizovalo, bude-li to možné, co nejrychleji. Na následující vládní schůzi 30. října 2007 se usneslo, že legislativa bude zavedená koncem března 2008 a samotný zákon schválen koncem roku. K tomu ale nedošlo. Mnoho spekulantů se domnívá, že to také bylo důvodem abdikace Bertie Ahernové jako Taciseach v tu samou dobu.
Návrh prošel celým legislativním procesem až 1. července 2010 s podporou napříč celým politickým spektrem bez negativních hlasů v dolní komoře a v poměru hlasů 48:4 v horní komoře (Senátu). Zákon garantuje registrovaným párům několik benefitů jako mají manželské páry, ale děti vychovávané jimi nejsou oficiálně uznány. Irské právo umožňovalo homosexuálním jedincům osvojení dítěte, ale registrovaným partnerům nikoliv, ti mohli pouze vykonávat pěstounskou péči. Partneři, bez ohledu na to zda homosexuální či heterosexuální, žijící ve společné domácnosti nejméně pět let mají vůči sobě vzájemnou vyživovací povinnost i po rozvodu nebo dokonce rozchodu, pokud své soužití nějak nahlásí příslušným úřadům. Zákon o registrovaném partnerství podepsala prezidentka Mary McAleese 19. července a gay aktivistka Grace Margaret Coleman jej uvítala a vyjádřila se k němu takto: "Zákon považuji za první krok k legalizaci homosexuálních manželství, ale boj za práva lesbických žen stále považuji za nedotažený."
Zákon o registrovaném partnerství byl zrušen 16. listopadu 2015, kdy zároveň nabyl účinnosti zákon o manželství osob stejného pohlaví.

## Ochrana před diskriminací
V souladu se Zákonem o rovném zacházení v zaměstnání, 1998 a Zákonem o rovnosti občanů, 2000 je diskriminace na základě sexuální orientace trestná. Zákony zakazují diskriminaci v následujících oblastech: zaměstnání, výzkumné činnosti, inzertování, kolektivních smlouvách, přístupu ke zboží a službám a jiných aspektech veřejného života.
V zákonech se však jisté nerovnosti objevují. V Zákoně o penzích, 1990, novelizovaném, je znemožněno osobám pobírajícím starobní důchod více než 1 rok před Zákonem o registrovaném partnerství, 2010 je znemožněno po sobě pobírat pozůstalostní důchody. LGBT osoby tudíž nemají rovný přístup k důchodům.
§ 37 Zákona o rovném zacházení v zaměstnání rovněž umožňuje náboženským organizacím, zdravotnickým a vzdělávacím institucím výjimku. Pokud taková organizace trvá na zachování své náboženské morálky, kterou nechce nijak narušit, má podle tohoto ustanovení právo diskriminovat. Toto se týká pouze zaměstnání. Organizace jako Irský kongres obchodních institucí, Irská národní pedagogická organizace, Irská labouristická strana a Sinn Féin se toto diskriminační ustanovení snaží zrušit.
Zákaz nabádání k nenávisti zakazuje podporu nenávisti vůči jiným sexuálním orientacím. Tresty za jeho porušení se pohybují v rozmezí šestiměsíčního odnětí svobody nebo peněžitého trestu v maximální výši 1 000 liber, případně kombinací obou, při prvním trestném činu. V případě recidivy se trest odnětí svobody navyšuje na 2 roky a peněžitý trest na 10 000 liber.

## Transgender problematika
V Irsku není možné podstupovat změnu pohlaví. 19. října 2007 Dr. Lydia Foy vyhrála soudní spor, když jí zdejší státní orgány odmítaly vydat nový rodný list a doklady s ženským pohlavím, díky záštitě Evropského soudu pro lidská práva. Vláda se proti rozhodnutí odvolala, ale neúspěšně, a nakonec ustoupila a oznámila změnu legislativy v nadcházejících letech. Když byla zvolená nová vláda v únoru 2011 a ustanovená poradní komise, tak ministr odpovědný za tuto problematiku oznámil, že vláda přijme novou legislativu, jakmile to bude možné. Žádný nová legislativa přijatá nebyla, a proto Dr. Foy v únoru 2013 podala další žalobu. V červnu 2014 byl představen zákon o změně pohlaví a v září 2014 vláda oznámila, že jej zveřejní koncem roku. Návrh zákona byl předložen 19. prosince 2014. 3. června 2015 zahájil vládní kabinet debatu ohledně návrhu novely zákona o změně pohlaví.

## Adopce a plánování rodiny
Irský adopční zákon připouští osvojování děti manželskými páry nebo jednotlivci. Legalizace stejnopohlavního manželství spolu s touto pasáží Zákona o rodině a dětech (2015) umožnila homosexuálním párům uzavřivším sňatek adopci, byť se tato praxe pravděpodobně nezačne uplatňovat dříve než v květnu 2016, kdy se stanou účinnými všechna nová ustanovení tohoto zákona.
Svobodný homosexuál nebo jeden z partnerů můžou osvojit dítě a pár stejného pohlav může podat žádost o svěření dětí do pěstounské péče. Lesbické páry mají přístup k asistované reprodukci a jiným formám umělého oplodnění. V lednu 2014 ministr spravedlnosti a rovného zacházení Alan Shatter sdělil, že se vláda chystá přijmout koncem roku zákon, které by rozšířil institut poručenství, opatrovnictví a přístupových práv na nebiologické rodiče dětí ze stejnopohlavních rodin, kdy došlo k početí dítěte prostřednictvím náhradní matky, dárcovství vajíček anebo spermatu.
21. ledna 2015 vláda oznámila, že přezkoumávaný návrh novely Zákona o rodině a dětech poskytne nesezdaným a registrovaným párům plná adopční práva. Byl nastaven tak, aby se stal součástí právního řádu ještě před konáním květnového referenda o manželství osob stejného pohlaví. Návrh byl publikován 19. února 2015, schválen oběma komorami Oireachtas 30. března 2015 a 6. dubna 2015 se stal platným. Pozměněný zákon se stane účinným v blízké budoucnosti.
5. května 2016 oznámil James Reilly, dřívější ministr pro rodinu a děti, že irská vláda schválila a zveřejnila návrh novely Adopčního zákona. Cílem změny stávajícího zákona bylo dát jej do souladu se třicátou první změnou Ústavy Irské republiky. Nový zákon umožňuje jakýmkoli párům, sezdaným i nesezdaným, osvojení dětí, což umožňuje homosexuálním manželským párům přístup ke společné adopci. Již před publikací tohoto nového zákona se vědělo, že se jedná o pouhou formalitu.

## Dárcovství krve
Irské zdravotnictví dává doživotní zákaz dárcovství krve všem mužům, kteří někdy za život provozovali anální nebo orální sex s jinými muži.
Hnutí jako je například Svaz irských studentů a Sinn Féin vedou kampaň za zrušení tohoto zákazu, ale zatím neúspěšně. Nicméně se tato záležitost prozkoumává.
23. června 2016 hlasovala IBTS pro odstranění doživotního zákazu krevního dárcovství mužům majících sex s muži s tím, že jim bude namísto jej vyměřená jednoletá zkušební lhůta. Doporučení bylo postoupeno Ministerstvu zdravotnictví k posouzení a následnému rozhodnutí.
27. června 2016 přistoupil ministr zdravotní Simon Harris na doporučení IBTS a doživotní zákaz zrušil s tím, že bude existovat jednoletá zkušební lhůta.

## Souhrnný přehled
| Legální stejnopohlavní styk                                                             | (1993) |
| Stejný věk legální způsobilosti k pohlavnímu styku pro obě orientace                    | (1993) |
| Antidiskriminační zákony v zaměstnání (Rozšíření působnosti:církevní školy a nemocnice) | (1998) (2015) |
| Antidiskriminační zákony v přístupu ke zboží a službám                                  | (2000) |
| Antidiskriminační zákony v ostatních oblastech (homofobní urážky, zločiny z nenávisti)  | (1989) |
| Stejnopohlavní manželství                                                               | (2015) |
| Jiná forma stejnopohlavního soužití (např. registrované partnerství)                    | (2011) |
| Adopce dítěte partnera                                                                  | (2015) |
| Společná adopce dětí stejnopohlavními páry                                              | (2015) |
| Gayové a lesby smějí otevřeně sloužit v armádě                                          | (1993) |
| Přístup k umělému oplodnění pro lesbické ženy                                           | (2000) |
| Možnost změny pohlaví                                                                   | (2015) |
| Náhradní mateřství pro gay páry                                                         | (Bezúplatné surogání mateřství navrženo. Úplatné zakázané pro všechny páry bez ohledu na to, zda homosexuální nebo heterosexuální) |
| MSM smějí darovat krev                                                                  | / (Od r. 2016 1roční zkušební lhůta)                                                                                               |